# Wspólnota administracyjna Dolmar-Salzbrücke
Wspólnota administracyjna Dolmar-Salzbrücke (niem. Verwaltungsgemeinschaft Dolmar-Salzbrücke) – wspólnota administracyjna w Niemczech, w kraju związkowym Turyngia, w powiecie Schmalkalden-Meiningen. Siedziba wspólnoty znajduje się w miejscowości Schwarza.
Powstała 1 stycznia 2012 w wyniku połączenia wspólnoty Dolmar ze wspólnotą Salzbrücke.
Wspólnota administracyjna zrzesza 14 gmin wiejskich (Gemeinde): 
1. Belrieth
2. Christes
3. Dillstädt
4. Einhausen
5. Ellingshausen
6. Kühndorf
7. Leutersdorf
8. Neubrunn
9. Obermaßfeld-Grimmenthal
10. Ritschenhausen
11. Rohr
12. Schwarza
13. Utendorf
14. Vachdorf

1 stycznia 2019 gmina Wölfershausen została przyłączona do gminy Grabfeld  i stała się tym samym jej częścią (Ortsteil).